# Constantijn Huygens
Constantijn Huygens (ur. 4 września 1596, zm. 28 marca 1687) – holenderski pisarz, poeta, uczony, tłumacz, dyplomata, podróżnik, ojciec Christiana Huygensa.
Jego ojciec był sekretarzem księcia Fryderyka Henryka Orańskiego i zadbał o jego wszechstronne wykształcenie artystyczne i naukowe. W 1625 został mianowany sekretarzem namiestnika Fryderyka Henryka Orańskiego i do końca życia pozostał na służbie dynastii orańskiej, pełniąc szereg misji dyplomatycznych.
Około roku 1628 odwiedził pracownię Rembrandta i Jana Lievensa, a następnie wspierał ich, dzięki czemu otrzymywali ważne zamówienia. Skłonił Rembrandta do podejmowania tematów mitologicznych i religijnych. Jego poparcie miało znaczny wpływ na karierę malarza.
Należał do kręgu przyjaciół sztuki Muiderkring.
Jego syn Christiaan był wybitnym fizykiem i astronomem.